# Sarceaux
Sarceaux é uma comuna francesa na região administrativa da Normandia, no departamento Orne. Estende-se por uma área de 10,79 km². Em 2010 a comuna tinha 1 079 habitantes (densidade: 100 hab./km²).